# 스타일 (드라마)
《스타일》은 2009년 8월 1일부터 2009년 9월 20일까지 방영된 SBS 특별기획이다.

## 개요
백영옥 작가의 소설 스타일이 원작이며, 화려하고 치열한 패션 매거진에서 고군분투하며 자기만의 스타일을 찾아가는 네 남녀의 모습을 리얼하게 담은 드라마

## 등장 인물

### 주요 인물
- 김혜수 : 박기자(36세) 역 - 스타일 편집장. 성격이 침착하다.
- 류시원 : 서우진(36세) 역 - 쉐프. 옳지 못한 것을 참지 않는다.
- 이지아 : 이서정(27세) 역 - 스타일 피처팀 1년차 어시스턴트 → 에디터. 시행착오와 열정으로 일을 배워나간다.
- 이용우 : 김민준(33세) 역 - 스타일 포토그래퍼

### 회사 안 사람들
- 나영희 : 손병이(47세) 역 - 리안그룹 회장
- 채국희 : 김지원(45세) 역 - 스타일 전 편집장
- 신정근 : 소병식(38세) 역 - 스타일 광고팀장
- 한승훈 : 곽재석(28세) 역 - 스타일 피처팀 에디터
- 한채아 : 차지선(30세) 역 - 스타일 패션팀 에디터
- 황효은 : 이인자(36세) 역
- 김학진 : 심균(29세) 역
- 김가은 : 왕미혜(24세) 역 - 스타일 패션팀 6개월차 어시스턴트
- 우경진 : 안진실 역

### 회사 밖 사람들
- 박지일 : 이석창(55세) 역 - 서정의 아버지. 의류수선집을 운영하고 있으며, 빈틈이 없는 일솜씨덕분에 고급손님들도 가게에 찾아온다.
- 김시향 : 황보갑주(27세) 역 - 뷰티샵 헤어스타일리스트 실장. 서정의 친구
- 홍지민 : 오유나(44세) 역 - 경쟁지 코리아 노블레스 편집장
- 김규진 : 남봉우(26세) 역 - 서정의 옛 남자친구

### 그 외
- 김인태 : 손승호(68세) 역 - 병이의 아버지
- 김효서
- 박선웅
- 배진섭
- 양세찬

### 특별출연
- 김용림 : 이방자 역 - 백화점 사장
- 박솔미 : 최아영 역
- 제시카 고메스

## 수상
- 2009년 SBS 연기대상 10대 스타상 김혜수
- 2009년 SBS 연기대상 드라마스페셜부문 여자조연상 나영희
- 2009년 SBS 연기대상 뉴스타상 이용우

## 시청률
최저 시청률과 최고 시청률은 시청률 조사회사와 지역별로 시청률에 차이가 있을 수 있습니다.
| 2009년      | 2009년      | 2009년         | 2009년       | 2009년         | 2009년       |
| 회차        | 방송일      | TNmS 시청률    | TNmS 시청률  | AGB 시청률     | AGB 시청률   |
| 회차        | 방송일      | 대한민국(전국) | 서울(수도권) | 대한민국(전국) | 서울(수도권) |
| ----------- | ----------- | -------------- | ------------ | -------------- | ------------ |
| 제1회       | 8월 1일     | 17.6%          | 17.4%        | 18.0%          | 19.3%        |
| 제2회       | 8월 2일     | 17.6%          | 17.7%        | 17.9%          | 18.5%        |
| 제3회       | 8월 8일     | 19.5%          | 20.4%        | 19.2%          | 20.9%        |
| 제4회       | 8월 9일     | 19.9%          | 20.2%        | 21.1%          | 22.2%        |
| 제5회       | 8월 15일    | 16.9%          | 16.9%        | 16.6%          | 16.6%        |
| 제6회       | 8월 16일    | 19.6%          | 19.6%        | 20.8%          | 21.2%        |
| 제7회       | 8월 22일    | 17.5%          | 17.3%        | 17.8%          | 17.4%        |
| 제8회       | 8월 23일    | 18.3%          | 18.3%        | 17.8%          | 18.2%        |
| 제9회       | 8월 29일    | 17.4%          | 16.8%        | 16.7%          | 16.8%        |
| 제10회      | 8월 30일    | 17.9%          | 17.4%        | 18.9%          | 20.2%        |
| 제11회      | 9월 5일     | 15.8%          | 15.4%        | 15.2%          | 15.7%        |
| 제12회      | 9월 6일     | 16.2%          | 15.9%        | 15.9%          | 16.7%        |
| 제13회      | 9월 12일    | 13.9%          | 13.5%        | 15.5%          | 15.1%        |
| 제14회      | 9월 13일    | 16.6%          | 16.3%        | 15.7%          | 15.6%        |
| 제15회      | 9월 19일    | 14.2%          | 14.3%        | 14.7%          | 14.8%        |
| 제16회      | 9월 20일    | 15.6%          | 15.0%        | 17.0%          | 17.7%        |
| 평균 시청률 | 평균 시청률 | 17.2%          | 17.0%        | 17.4%          | 17.9%        |

## 참고 사항
- 극중 서우진과 손병이 역을 맡았던 류시원과 나영희는 KBS 월화드라마 《웨딩》이후 5년만에 재회하였다
- 해당 드라마 OST는 극중 서우진 역을 맡은 류시원이 참여하였다